# Immanuel Sikström
Immanuel Sikström, född 5 februari 1914 i Jeppo, död 14 februari 1983 i Esbo, var en finländsk kyrkomusiker. Han var far till Kjerstin Sikström
Sikström utexaminerades från Helsingfors kyrkomusikinstitut 1935 och fortsatte studierna vid Sibelius-Akademin. Efter att ha varit förbundsdirigent för Ålands sång- och musikförbund och kantor i Jeppo, Purmo och Jakobstad var han 1943–1982 kantor-organist i Esbo och dessutom dirigent för olika körer. Han var förbundsdirigent för Kyrkosångsförbundet från 1959. Han var även verksam som kompositör och berikade i hög grad den finlandssvenska repertoaren, särskilt den sakrala. Han blev director cantus 1955.